# Storia di Isernia

## Dal Paleolitico ai Sanniti
Gli insediamenti nell'area dove oggi sorge Isernia, risalgono all'era paleolitica, almeno 700.000 anni fa: il sito archeologico vicino alla città chiamato La Pineta è infatti stato citato sulla rivista "Science" come uno dei più antichi siti dove l'uomo ha usato il fuoco. Del resto, la presenza di due corsi d'acqua rendeva il territorio particolarmente favorevole all'insediamento umano.
Le origini di Isernia sono antichissime e non si può definire una data certa. Sicuramente molte notizie storiche provengono dalle guerre sannitiche ma, guardando la struttura della città, si nota la presenza di mura ciclopiche che di solito venivano edificate dai Pelasgi popolo presente anche in Campania. Non è da escludere però che queste mura ciclopiche furono edificate anche da popoli aborigeni
La città fu, come altre città dell'Italia centro meridionale, sotto il dominio Sannita fin dal V secolo a.C.
Fu durante le Guerre sannitiche che si ebbero le prime notizie certe sulla città (nell'anno 295 a.C., quando era già caduta nelle mani dei Romani). La posizione della città si dimostrò subito molto strategica per l'espansione di Roma, costituendola porta d'accesso del Sannio. Dopo le prime vittorie, i romani posizionarono delle colonie in punti strategici ai confini con i territori sanniti; una di queste colonie fu insediata proprio nella città nel 264 a.C., a cui venne cambiato il nome in Vulcano Esernio, cioè città dedicata al dio Vulcano (come era d'uso ai Romani dedicare le città a qualcuno degli Dei).
Isernia è nuovamente menzionata anche nel 209 a.C. come una delle diciotto colonie che rimasero fedeli a Roma nel periodo più difficile della seconda guerra punica.
Nel periodo dopo la deduzione a colonia, dal 263 a.C. al 240 a.C. vennero coniate le prime monete dove era inciso l'allora nome della città e cioè AISERNINO e AISERNIN e su cui si poteva vedere Giove che con una mano regge una biga e con l'altra un fulmine e dall'altro lato il dio Vulcano con la tenaglia alle spalle e l'epigrafe VOLCANOM. Altre monete erano quelle dedicate a Minerva, dove era presente un'aquila e ad Apollo con la raffigurazione di un toro androprosopo.

## Periodo romano
Durante la guerra sociale si dichiarò fedele a Roma ma fu occupata dopo un lungo assedio, a cui dovette rendersi per fame, dagli Italici nel 90 a.C., comandati dal generale Vezio Scatone. Questi, a seguito della insicurezza della città di Corfinio dopo la resa dei Marsi, vi posero la loro capitale. Da allora la Lega Sociale cambiò il nome e si chiamò Lega Italica; per questo motivo, Isernia vanta il primato di essere stata la prima capitale d'Italia. Infatti, per la prima volta si usava il nome Italia per un'entità statale.
Dopo la caduta dei sanniti irpini, i romani si diressero verso Aesernia, in cui si rifugiava Papio Mutilio imperatore dei sanniti con tutto il suo esercito, che fu una delle ultime città della lega italica a cadere dopo un assedio durato cinque mesi per mano di Lucio Cornelio Silla; a Roma festeggiarono la vittoria come la fine delle ostilità e la resa dei popoli italici. Data l'importanza della città nella guerra, Silla dopo la sconfitta dei Sanniti nell'84 a.C. la distrusse. Infatti la città è descritta da Strabone come completamente deserta. Alcuni autori ritengono che parte della monetazione della guerra sociale possa essere stata coniata nello stesso centro.
Successivamente fu inviata una colonia nella città da Giulio Cesare e di nuovo da Augusto, ma a quanto pare con scarso successo; nuove colonie furono inviate successivamente da Nerone. Anche se negli anni successivi non è stata mai elevata al rango di colonia, essa era Municipio ai tempi di Traiano e degli imperatori adottivi.
A questo periodo appartengono l'acquedotto della città (ancora oggi esistente) e i resti di un antico ponte romano ancora visibili. Fu questo il periodo in cui ad Isernia venne costruito il Capitolium.

## Il Medioevo

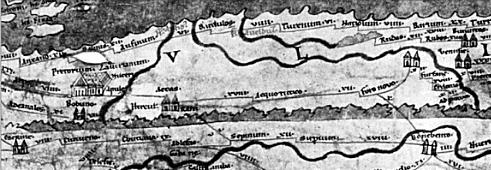
Tavola Peutingeriana: percorso tra Aesernia e Beneventum

Isernia si trovava, nel IV secolo, su un'arteria di grande rilevanza, cioè quella che collegava Aufidena con Aequum Tuticum. Era riportata come Serni Civitas nell'Itinerarium Antonini, come Esernie nella Tavola Peutingeriana e nel Cosmografia ravennate e come Isernia da Guido da Pisa.
Dopo la caduta dell'Impero Romano, Isernia venne distrutta nel 456 dai Vandali capitanati da Genserico, successivamente ospitò alla fine del settimo secolo uno dei capi dell'orda bulgara, Alcek. Fu invasa per ben tre volte dai Saraceni, negli anni 860, 882 e 883, e saccheggiata da Marcovaldo di Annweiler nel 1199.
Nel corso del VII secolo i Longobardi posero la città a capo di una contea e promossero un certo sviluppo: favorirono la costruzione della chiesa di Santa Maria, con annesso il monastero delle Monache Benedettine, e diedero un nuovo assetto urbanistico alla città. Inoltre nel 667, Alzecone duca dei Bulgari, dopo essere entrato in Italia con tutto il suo esercito e aver chiesto a Grimoaldo ospitalità in cambio della sua fedeltà, si vide assegnati i territori di Isernia e zone limitrofe dallo stesso re longobardo.
Nel tardo Medioevo, ad Isernia fiorì una vera e propria scuola giuridica di livello europeo, di cui il maggiore esponente fu Andrea da Isernia.

## Dai Normanni al Regno di Napoli
Successivamente, durante il dominio normanno, perse il suo stato di capoluogo di distretto e venne annessa alla contea di Molise, e venne saccheggiata molte altre volte; nel XII secolo, la decadenza della città portò all'unificazione della diocesi di Isernia con quelle di Venafro e Bojano sotto un unico vescovo.
Nel XIII secolo la città fu protagonista di una nuova rinascita urbanistica: dopo la distruzione nel 1223 per la riconquista della Contea di Molise, Federico II trasformò Isernia in una città prospera e la rese una delle più grandi ed importanti dell'intera contea.
Nel periodo svevo la città fu terra regia e, in seguito, passò ai d'Angiò, ai quali venne pignorata in forma cautelativa nel 1316 per la dote di Caterina d'Asburgo, in vista delle nozze con il Principe Carlo detto "l'Illustre", duca di Calabria. Alla morte di Caterina d'Asburgo, avvenuta nel 1323, Isernia passò in feudo proprio a Carlo.
Dopo alterne vicende, che videro passare la città da Carlo di Durazzo alla moglie Margherita a Giacomo di Marzano, venne dichiarata città regia da Alfonso I D'Aragona nel corso del Quattrocento.
Nel 1521 fu liberata dalla schiavitù feudale da Carlo V d'Asburgo e divenne una città nel Regno di Napoli. Sfortunatamente nel 1630, il Duca di Alcalà, viceré di Napoli, decise di porre in vendita paesi e città appartenenti al demanio e dipendenti direttamente dalla Corona. Al fine di prevenire tale jattura il notabilato cittadino, offrì 6000 ducati ricavati dalla vendita dei tre feudi suburbani di Riporsi, Sasso e Roccavarallo. A Napoli tuttavia tale offerta degli ottimati rimase senza risposta; a ciò si aggiunse il fallimento del Banco dei SS. Giacomo e Vittoria presso il quale era depositata la somma in questione. Nel 1638 Isernia con relativo feudo venne definitivamente posta in vendita.
Se la aggiudicò Carlo Greco, duca di Montenero; il quale la rivendette per 28000 ducati a Diego d'Avalos, figlio secondogenito di Innico III e Isabella d'Avalos. La città passò in seguito tra i possedimenti di Cesare Michelangelo d'Avalos, figlio di Diego, il quale la tenne (salvo una parentesi tra il 1699 e il 1710 durante il quale appartenne a Fulvio di Costanzo principe di Colle d'Anchise che assunse il titolo di duca di Isernia) sino alla propria morte. Il suo erede designato, il nipote Giovanni Battista, accettò l'eredità dello zio con beneficio d'inventario e non portò più il titolo di principe di Isernia. Il 25 gennaio 1742 i cittadini di Isernia riscattarono la Città per 43000 ducati, che andarono ai creditori del marchese. Il titolo di "Principe di Isernia" venne infine formalmente cancellato con Regio Assenso datato 6 aprile 1745. Si chiudeva definitivamente la fase di baronaggio nella città di Isernia, che da allora rimase una libera università.
(Dal libro L'Italia meridionale o L'antico reame delle Due Sicilie, 1860)

Fontana Fraterna in una foto d'epoca

Amante della libertà, sempre fedele alle istituzioni centrali, tanto da meritarsi l'appellativo di "Civitas Fidelissima", Isernia ha sempre lottato con tenacia contro i feudatari e gli stranieri. Nel 1780, era la città più popolosa del Contado di Molise. Gli abitanti fecero resistenza contro i francesi nel 1799, in occasione del tentativo di conquista del Regno di Napoli.
Isernia aveva manifestato già nell'Ottocento l'aspirazione a diventare provincia. Nel 1810, infatti, venne avanzata una richiesta in tal senso al re di Napoli Gioacchino Murat, ma l'azione non ebbe esito.

## L'unità d'Italia

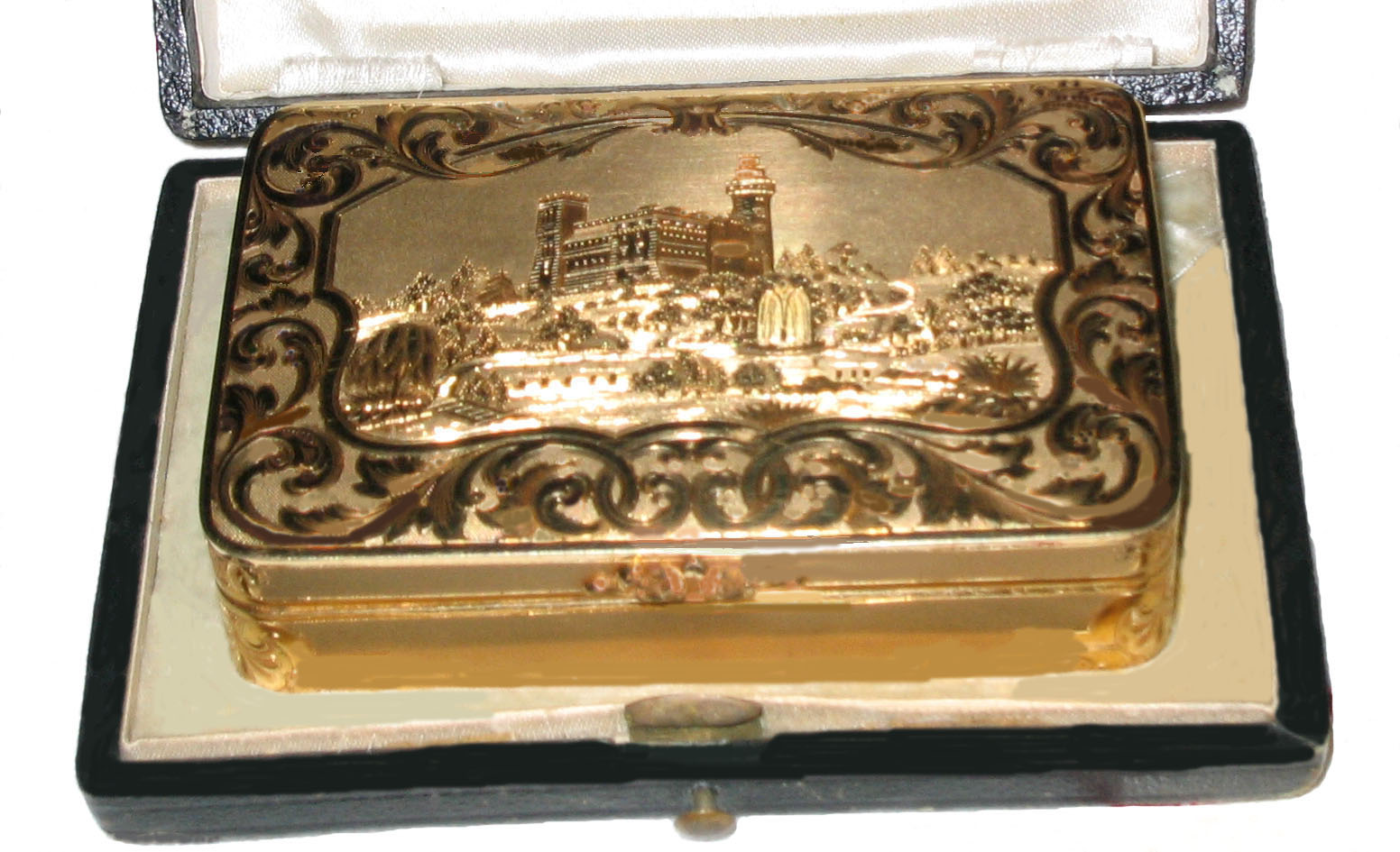
Facciata superiore della Tabacchiera d’oro donata da Vittorio Emanuele II a Vincenzo Cimorelli

Oppose resistenza anche nel 1860, in virtù della reazione borbonica contro i garibaldini. Il 30 settembre 1860 un gruppo di circa 700 persone, saputo dell'arrivo dell'esercito garibaldino nei pressi di Venafro, si riunì sul largo fiera gridando Viva Francesco II, morte a Garibaldi e costringendo l'esercito garibaldino (che si stava dirigendo verso Isernia) ad una regolare ritirata. Il 3 ottobre arrivarono a rinforzo della città un centinaio di gendarmi mandati dai Borboni. Intanto nei paesi vicini ci furono movimenti insurrezionali che portarono alla creazione di un intero distretto che si ribellava all'arrivo dei garibaldini[fonte non citata].
Una guardia Nazionale sabauda formata da volontari e comandata da Nicola de Luca partì da Campobasso e raggiunse Isernia il 4 ottobre, riuscendo ad entrare nella città dopo uno scontro violento con i reazionari fuori le mura. Il giorno successivo un gruppo di soldati borbonici, insieme a dei contadini armati, raggiunse la zona nord della città; il governatore, che era appena riuscito a conquistare Isernia, si vide costretto alla ritirata verso Castel di Sangro e permise ai nuovi reazionari di entrare di nuovo nella città.
Intanto l'esercito sabaudo, aiutato dalla Prima Legione Sannita (una formazione di circa 450 volontari di tendenze cavouriane costituita da Nicola de Luca e comandata da Francesco de Feo che unitamente ai Cacciatori del Vesuvio partecipò attivamente alla lotta contro le sommosse fomentate dalla "reazione"), faceva irruzione dall'Italia settentrionale attraversando il confine in Abruzzo in direzione Capua. Le colonne principali, guidate dal generale Enrico Cialdini, furono attaccate dall'esercito borbonico sul Macerone, a nord della città, il 20 ottobre. L'esito della battaglia fu schiacciante e i sabaudi riuscirono a disperdere l'esercito borbonico in poco meno di mezz'ora.
Il 23 ottobre 1860 Isernia ospitò per una notte Vittorio Emanuele II di Savoia in viaggio per recarsi a Teano ad incontrare Giuseppe Garibaldi. Il Sovrano prese alloggio nel Palazzo Cimorelli, sito nella via che poi prese il Suo nome, ospite di Vincenzo Cimorelli (*5.4.1796 †9.8.1889. Fu Sindaco di Isernia). L'indomani, alla partenza, donava all'ospite la sua tabacchiera d'oro in un cofanetto sul coperchio del quale erano incise le iniziali reali. Nel salotto di casa Cimorelli il re ricevette una deputazione di personaggi napoletani coi quali si intrattenne famigliarmente. La tabacchiera d'oro è ora in possesso degli Eredi di Venafro.

Monumento ai caduti della prima guerra mondiale

## Il primo Novecento
Nel giorno 10 settembre 1943, durante la Seconda guerra mondiale, Isernia ha subito un pesantissimo bombardamento. Gli americani lanciarono bombe da aerei Boeing B-17 Flying Fortress sulla città affollata perché era giorno di mercato. L'operazione aveva lo scopo di ostacolare la ritirata delle truppe tedesche verso nord; di conseguenza, l'obiettivo primario delle bombe doveva essere la ferrovia che tuttora collega Isernia a Sulmona. 

Piazza della Repubblica

Il bombardamento, invece, non si limitò a danneggiare la linea ferroviaria, ma rase al suolo quasi un terzo dell'abitato e provocò la morte di un numero altissimo di persone. Nei giorni successivi gli americani tornarono per ben dodici volte cercando di distruggere i ponti Cardarelli e Santo Spirito, fondamentali per la ritirata dei tedeschi, senza mai riuscire a colpire i propri obiettivi.
Questo evento, e il successivo valore della popolazione, hanno portato la città ad essere tra le città decorate al valor civile.

## Il secondo dopoguerra
A Isernia era presente anche un campo di internamento fascista.
Appena dopo i disastri causati dalla guerra, prima con gruppi di volontari, quindi con organizzazione sempre maggiore grazie all'impegno dei nuovi amministratori, si cominciarono a gettare le premesse per la rinascita della città. Fu messo in atto il Piano di ricostruzione, che prevedeva il ripristino delle zone colpite con la creazione di piazze e nuovi palazzi. Inoltre, a Nord dell'antico centro abitato, si aprirono le tre grandi arterie (corso Risorgimento, via XXIV Maggio e via Giovanni XXIII) che, insieme al preesistente Corso Garibaldi, hanno rappresentato il punto di partenza per lo sviluppo urbanistico dei decenni successivi. Il palazzo degli Uffici, l'Ospedale, la stazione ferroviaria con l'imponente viadotto di S. Spirito, il Municipio, i monumenti, le scuole, il Museo, la biblioteca civica furono riattivati in pochi anni, anche grazie all'intervento dello Stato.

## Le proteste del 1957

Proteste a Isernia nel 1957

Con la divisione dell'Abruzzi e Molise, e la nascita del Molise, c'era la necessità di istituire nella nuova regione una seconda Provincia, individuata in quella di Isernia. La quasi totalità dei comuni che compongono ora la provincia di Isernia si schierarono dalla parte della sua istituzione; quasi tutti perché comuni come Venafro, Pozzilli, Sesto Campano, Filignano, Conca Casale e altri ancora contrastarono la creazione della nuova provincia, insieme agli altri più grandi centri molisani come Agnone, Campobasso, Larino e Termoli. Nel febbraio del 1957, infatti, i commercianti di Campobasso distribuirono un manifesto con la scritta "una gran minaccia incombe sulla Città di Campobasso, sul suo avvenire, sulle sue aspirazioni, sulle sue tradizioni" in quanto lo smembramento della provincia di Campobasso l'avrebbe retrocessa a uno degli ultimi posti nella classifica italiana.
Nonostante questa protesta, e dopo un lungo dibattito, la Camera dei deputati era sempre più propensa alla creazione della nuova provincia molisana ad Isernia, e il voto definitivo ci sarebbe stato il 28 febbraio. A questa notizia, la sera dello stesso giorno, tutti i cittadini di Isernia scesero in piazza a festeggiare in una imponente manifestazione fino all'alba.
Nei giorni seguenti, mentre nella città si continuava a festeggiare, il 23 febbraio a Venafro scoppiò una rivolta popolare contro la decisione della Camera, che inneggiava al ritorno di Venafro nella provincia Casertana, a cui i venafrani si sentivano più legati; volontà appoggiata anche dal consiglio comunale della città.
Anche a Termoli le cose andavano allo stesso modo, la città infatti si ribellava alla non volontà di istituire la provincia di Termoli-Larino e voleva passare alla Provincia di Foggia.
(Il Messaggero del 1º marzo 1957)
Nonostante contestazioni, festeggiamenti, rivolte, che disturbarono parecchio la proposta di creazione della nuova provincia, essa passò alla Camera e arrivò al Senato. Il 13 dicembre, però, il Senato rinviò la decisione creando un malcontento generale nella città: ci furono scioperi e i cittadini scesero in piazza per protestare.
Anche dopo queste contestazioni, l'anno seguente, a marzo il Senato rinviò di nuovo la decisione, facendola decadere e la protesta nella città divenne ancora più dura in cui ci furono cortei di operai e studenti, per poi sfociare in una serie di rivolte cittadine culminate con blocchi stradali e violenti scontri con le forze dell'ordine, a cui erano giunti dei rinforzi da Roma, con feriti ed arresti.
Il 1957 e 1958 furono gli anni ricordati a Isernia come 'della violenza sociale'.

## Dall'istituzione della Provincia ai giorni nostri
Durante la legislazione successiva, invece, il 16 febbraio del 1970 il Parlamento sancì l'istituzione della nuova provincia con la legge n. 20, pubblicata sulla Gazzetta Ufficiale n. 41 del 16 dello stesso mese. La Provincia diventò operativa il 3 marzo 1970.
Il 21 maggio 2012, con la vittoria delle elezioni da parte di Ugo De Vivo (centrosinistra) al ballottaggio contro la favorita Rosa Iorio, dopo che il risultato del primo turno eleggeva la maggioranza dei consiglieri di centrodestra, si è verificato il caso dell'anatra zoppa, durato poco poiché i consiglieri che sostenevano la sorella dell'ex governatore del Molise si sono dimessi in blocco, provocando il commissariamento del comune.